# ひなのりく
ひなの りく（1987年10月19日 - ）は、日本のAV女優。
元所属事務所：コーラルプロモーション
身長:160cm。スリーサイズ:B86(D)・W57・H88。

## 略歴・人物
2007年に「杏樹そら（あんじゅ そら）」名義でAVデビュー。
2008年6月頃より「ひなのりく」名義に改名をして活動。
2009年12月に一度引退をするが、翌年2010年4月に活動再開を宣言。
2010年7月にふたたび引退。

## 出演作品

### アダルトビデオ
杏樹そら 名義
2007年
- WATER POLE 34 （9月12日、プレステージ）
- ワリのいいバイトをはじめた娘。 29 （9月21日、プレステージ）
- REC 29 （10月11日、プレステージ）
- 放課後のリコーダー ○学生中出し課外授業 （10月18日、ディープス）
- STREET ANGELS STYLES Sola 今、渋谷で一番エロい女 （11月25日、グラフィス）

2008年
- 首都圏 援交 29 （1月1日、プレステージ）
- マンハッタンイズム 09 （2月2日、プレステージ） ※「アンジュ」名義
- RAZZ-MA-TAZZ 14 （2月10日、ラストラス）
- GAL妻☆集団乱交 （2月19日、kira☆kira）
- ふぁざこん 2 （3月1日、エッジ）
- オチンチン生えてる私の、シコシコするとこ見てください。 （3月1日、エッジ）
- 渋谷で話題のギャルだらけガールズバーでゆるゆるギャルと最後まで… （3月6日、GARCON）
- 生撮り女子校生 EDIT.06 （3月10日、ラストラス）
- ザ・ギャルナン・ゲット! 46 （4月17日、グローリークエスト）
- kira☆kira フェラチオ学園祭 （11月19日、kira☆kira）

ひなのりく 名義
2008年
- 田舎女子高生 18 （6月3日、プレステージ） ※名義なし
- このブランド品が欲しかったらエッチなゲームにチャレンジしませんか? （6月5日、GARCON）
- 渋谷ギャル VS 池袋ギャル 逆ナンパ手コキ対決!! （7月4日、GARCON）
- 渋谷BLACK VS 横浜BLACK 超有名2大ギャルサーが関東最強の座を賭けて真剣バトル!! （8月7日、GARCON）
- 中出し痴漢バス興業（株） 6 （8月7日、ナチュラルハイ）
- おはズボッ! 青空の下、パンツめくって一気にズブーッ! やめて～丸見えで恥ずかしいー!! （8月11日、アテナ映像）
- ロリ相姦 （9月13日、隼エージェンシー）
- ギャルズライフ （9月19日、ミスター・インパクト）
- B.B.ボーイズに目覚めちゃった僕。 小悪魔編 （9月25日、アロマ企画）
- ロリータ S女調教 （9月25日、未来・フューチャー）
- オジサン好きな少女 - りく （9月25日、プラネットプラス）
- スク水角オナニー （10月10日、I.B.WORKS）
- フェラコレ2008秋SP （10月11日、隼エージェンシー）
- レイプターゲット （10月11日、隼エージェンシー）
- まさかこんな所で!! 第1回変態露出全国大会（10月15日、トップワン）
- 覗き撮り 女子校生 性感オイルマッサージ vol.05（11月11日、プレステージ）
- 第12回 SOD女子社員 （生）体験王様ゲーム+あなただけの大乱交付き （11月6日、SODクリエイト）
- [フェラコレ★ナンパ編] 12人のフェラ好きギャル!（11月8日、隼エージェンシー）
- 10代の女子スタッフ 禁断のワイセツ介護（11月8日、ラハイナ東海）
- グチョヌレ競泳水着に擦りつけて射精したい（11月8日、ラハイナ東海）
- 痴女温泉旅館 （11月15日、トップワン）
- JK-FETISH ～生中出しライブ～ （11月17日、メディアステーション）
- 女子校生の生綿パンティの脇からチ○ポ差し込んでそのまま発射 2（11月25日、アロマ企画）
- 完全騙し撮り グラビア未満 恥辱オイルマッサージ vol.02（12月2日、プレステージ）
- 覗き撮り 回春マッサージで働く女子校生達のウラ事情（12月2日、プレステージ）
- こだわりの手コキ 4時間SP 10 30人のハンドメイド（12月13日、隼エージェンシー）
- 胸ちらパンチラHighSchool （12月25日、アロマ企画）
- VIVA!制服JKの尻ずり 3（12月25日、アロマ企画）

2009年
- ワケあり女子校生、生まれて初めての風俗面接 VOL.2（1月1日、プレステージ）
- 警備員に制裁レイプされる万引き女子校生 隠し撮り（1月10日、ラハイナ東海）
- 彼氏と一緒にやって来たオンナたちをイカせまくる性感マッサージ（1月16日、映天）
- PLAY GIRL 03 （1月16日、レアル・ワークス）
- 派遣社員OLのSEXコレクション（1月16日、レアル・ワークス）
- わけもわからず、いきなり、手コかれちゃった僕。High School編 （1月25日、アロマ企画）
- CHERRY★BERRY （1月30日、デジタルアーク）
- ロリはめ 19 （2月13日、I.B.WORKS）
- JK 5 （3月1日、アートボディコレクション）
- センズリお手伝い 手コキ編 1 （3月6日、映天）
- 私立IP女学院 4 （4月1日、アイデアポケット）
- ナイトサファリ 夜尻擦りつけ （4月3日、映天）
- ベロベロ接吻&手コキが最高! （4月13日、マルクス兄弟）
- キャバ嬢 Platinum After （4月24日、ビッグモーカル）
- ひとめぼれ （4月27日、デジタルアーク）
- 黒ギャルオイルボディマニア 2 （5月1日、虎堂）
- FELLATIO FESTIVAL 13 (6月1日、アイデアポケット)
- 女子校生ヌルまんオナニー Vol.02 （6月1日、BLUE HEART）
- 女尻オナニー （6月5日、デジタルアーク）
- スペレズお掃除フェラ （6月5日、OFFICE K'S）オムニバス作品
- BANQUISH 35 LI-KU （6月20日、プレステージ）
- HotChocolate Di3 LIMITED EDITION 001 （6月25日、デジタルアーク）
- おっぱい乳首いじり 2 （7月3日、映天）オムニバス作品
- 放課後JKの汚パンツで見せつけセンズリ発射!! （7月3日、映天）
- hot chocolate 27 （7月18日、デジタルアーク）
- 生意気は女子校生 ヒナノリク （8月1日、ワンズファクトリー）
- 競泳水着脚コキ イカせるまでイっちゃダメ!! （8月1日、ワンズファクトリー）オムニバス作品
- JK・女子校生の放課後 センズリお手伝い フェラ編 2 （8月1日、映天）オムニバス作品
- 東京GalsベロCity 26 （8月5日、ドリームチケット）
- 最強ギャルの残酷暴虐 （8月5日、フリーダム）
- 強制アナル 輪姦ギャル （8月5日、フリーダム）
- 完全主観 脚コキバイオレンス （8月5日、フリーダム）
- 美少女の足裏 14 （8月5日、フリーダム）オムニバス作品
- 完全主観 何だか今日はモテちゃうなぁ～ （8月6日、アキノリ）オムニバス作品
- kira☆kira Festival 黒GALと行く灼熱ビーチ中出し旅行 ミキ （8月19日、kira☆kira）
- 黒ギャル援交JK VOL.01 （8月21日、虎堂）
- ツンデレギャル（8月25日、ビッグモーカル）オムニバス作品
- VIP STAR STAGE 13（9月4日、クリスタル映像）
- Shiny Bronze （9月11日、デジタルアーク）
- クラスメート全員をゴックンしちゃう!おしゃぶりギャル女子校生 （9月13日、MOODYZ）
- GAL Junkie 6 黒肌ギャル★超上目線逆レイプ （9月25日、ケラ工房）
- The gal's NIGHT 3 裏ブチアゲPARTY （10月1日、グローリークエスト）
- 黒ギャルだよ!!全員集合!!!イタズラ逆ナンはマジやばくねぇ～!!!（10月8日 GARCON）
- After school @ diary 03 Riku（10月16日、グレイズ）
- kira☆kira BLACK GAL Hot Summer, Hot Bikini!! （10月19日、kira☆kira）
- イラマ天狗（10月20日、GLITTER）
- hot chocolate 28（10月20日、デジタルアーク）
- カワイイぎゃるの卑猥な口淫 （10月21日、プレステージ）
- ケツビッチ!! （11月5日、ドリームチケット）
- ギャル尻 （11月6日、実録出版）
- WATER POLE SPECIAL KYOKO&RIKU+WP 3P BEST（11月12日、プレステージ）
- 露出レイプ中出し 2（11月15日、隼エージェンシー）
- 女子校生とヲジサンのベロベチョ接吻とにゅるぬる手コキ 2（11月15日、ワープエンタテインメント）オムニバス作品
- Riku_Hinano Blackberry_Sailor（12月1日、カルマ）

2010年
- GALSONA 特別編 003（5月21日、プレステージ）
- 34人のおっぱいを揉んで吸いまくる 4（7月13日、ミスター・インパクト）
- ジュポニカ学習帳 VOL.2（12月3日、映天）